# 55-та артилерійська дивізія (СРСР)
55-та артилерійська Будапештська Червонопрапорна орденів Богдана Хмельницького і Олександра Невського дивізія (55 АртД, в/ч 07861) — з'єднання ракетних військ та артилерії Радянської армії, яке існувало у 1973—1992 роках. Дивізія створена в 1973 році на основі 52-ї артилерійської бригади у місті Запоріжжя, Запорізька область.
У 1992 році, після розпаду СРСР, з'єднання перейшло під юрисдикцію України і згодом переформоване як 55-та окрема артилерійська бригада.

## Історія
Створена в 1973 році на основі 52-ї артилерійської бригади у місті Запоріжжя, Запорізька область.
У 1976 році створено 751-й протитанковий артилерійський полк.
У 1978: 2 полки з 152-мм МЛ-20, 2 полки з 130-мм М-46, 1 полк з БМ-21 та 1 полк з 100-мм Т-12
У 1989 році:
- 741-й реактивний артилерійський полк переформовано на 371-шу реактивну артилерійську бригаду
- 739-й гарматний артилерійський полк та 2335-й розвідувальний артилерійський полк розформовані

У 1991 році
- 751-й протитанковий артилерійський полк було переформовано на 263-тю протитанкову артилерійську бригаду
- 738-й гарматний артилерійський полк було переформовано на 237-му гарматну артилерійську бригаду
- 707-й важкий гаубичний артилерійський полк, ймовірно, тоді ж був переформований на 238-му важку гаубичну артилерійську бригаду

Від січня 1992 року дивізія перейшла під юрисдикцію України, і згодом переформована як 55-та окрема артилерійська бригада.

## Структура
Протягом історії з'єднання його структура та склад неодноразово змінювались.

### 1975
- 701-й гаубичний артилерійський полк (Запоріжжя, Запорізька область)
- 707-й важкий гаубичний артилерійський полк (Нова Олександрівка, Запорізька область)
- 738-й гарматний артилерійський полк (Нова Олександрівка, Запорізька область)
- 739-й гарматний артилерійський полк (Запоріжжя, Запорізька область)
- 741-й реактивний артилерійський полк (Запоріжжя, Запорізька область)
- 000 розвідувальний артилерійський батальйон (Запоріжжя, Запорізька область)

### 1980
- 701-й гаубичний артилерійський полк (Запоріжжя, Запорізька область)
- 707-й важкий гаубичний артилерійський полк (Нова Олександрівка, Запорізька область)
- 738-й гарматний артилерійський полк (Нова Олександрівка, Запорізька область)
- 739-й гарматний артилерійський полк (Запоріжжя, Запорізька область)
- 741-й реактивний артилерійський полк (Запоріжжя, Запорізька область)
- 751-й протитанковий артилерійський полк (Запоріжжя, Запорізька область)
- 000 розвідувальний артилерійський батальйон (Запоріжжя, Запорізька область) - розгорнутий у 2335-й розвідувальний артилерійський полк в 1980.

### 1988
- 701-й гаубичний артилерійський полк (Запоріжжя, Запорізька область)
- 707-й важкий гаубичний артилерійський полк (Нова Олександрівка, Запорізька область)
- 738-й гарматний артилерійський полк (Нова Олександрівка, Запорізька область)
- 739-й гарматний артилерійський полк (Запоріжжя, Запорізька область)
- 741-й реактивний артилерійський полк (Запоріжжя, Запорізька область)
- 751-й протитанковий артилерійський полк (Запоріжжя, Запорізька область)
- 2335-й розвідувальний артилерійський полк (Запоріжжя, Запорізька область)

### 1990
- 701-й гаубичний артилерійський полк
- 707-й важкий гаубичний артилерійський полк
- 738-й гарматний артилерійський полк
- 371-ша реактивна артилерійська бригада
- 751-й протитанковий артилерійський полк

## Розташування
- Запорізькі казарми: 47 50 00N, 35 10 56E
- Ново-Олександрівські казарми: 47 44 46N, 35 22 33E

## Оснащення
Оснащення на 19.11.90 (за умовами УЗЗСЄ):
- 701-й гаубичний артилерійський полк: 48 122мм Д-30, 12 1В18, 4 1В19, 7 ПРП-3, 8 Р-145БМ та 60 МТ-ЛБТ
- 707-й важкий гаубичний артилерійський полк: 48 152мм Д-20, 12 1В18, 4 1В19, 4 ПРП-3, 1 Р-145БМ та 102 МТ-ЛБТ
- 738-й гарматний артилерійський полк: 48 152мм 2А36 «Гіацинт-Б», 12 1В18, 4 1В19, 4 ПРП-3 та 1 Р-145БМ
- 371-ша реактивна артилерійська бригада: 48 9А52 «Смерч».[2]
- 751-й протитанковий артилерійський полк: відсутнє